# Definicja wolnych dóbr kultury

Logo wolnych dóbr kultury

Definicja wolnych dóbr kultury – dokument określający warunki, jakie muszą być spełnione, aby uznać, że dany zasób należy do zbioru otwartej treści. Definicja ta została sformułowana przez Erika Möllera w 2007 roku i opublikowana na stronie freedomfinder.org.
Pierwsza wersja „Definicji wolnych dóbr kultury” została opublikowana 3 kwietnia 2006. Richard Stallman, Lawrence Lessig, Angela Beesley i inni współtworzyli kolejne wersje tego dokumentu. Wersja 1.0 i 1.1 zostały opublikowane po angielsku i przetłumaczone na kilka języków, w tym na polski.
Definicja ta jest stosowana przez Wikimedia Foundation i jej projekty do określania, które z licencji udostępniania zasobów objętych prawem autorskim mogą być uznane za zgodne z misją tej organizacji. W 2008 roku Creative Commons umieściło w opisach swoich licencji zgodnych z „Definicją” znak Approved for Free Cultural Works, aby odróżnić je od pozostałych.

## Licencje zgodne z „Definicją wolnych dóbr kultury”
Lista takich licencji jest stale aktualizowana. Podstawowe warunki zgodności to:

- wolność wykorzystywania utworu i czerpania korzyści z jego używania
- wolność poznawania utworu i stosowania nabytej w ten sposób wiedzy
- wolność tworzenia i rozpowszechniania kopii informacji lub utworu, w całości lub we fragmentach
- wolność wprowadzania zmian i poprawek i rozpowszechniania utworów pochodnych.

{{Cytat}} Linki zewnętrzne: "źródło".

W lutym 2013 lista licencji przedstawiała się następująco:
- Against DRM(inne języki)
- FreeBSD Documentation License(inne języki)
- Licencje wzorowane na FreeBSD (bez warunku copyleft)
- Część licencji Creative Commons: CC0, CC-BY i CC-BY-SA
- Design Science License
- Free Art License
- GNU Free Documentation License
- GNU General Public License
- Lizenz für Freie Inhalte
- MirOS Licence(inne języki)
- Licencja MIT